# Runenstein von Balsta

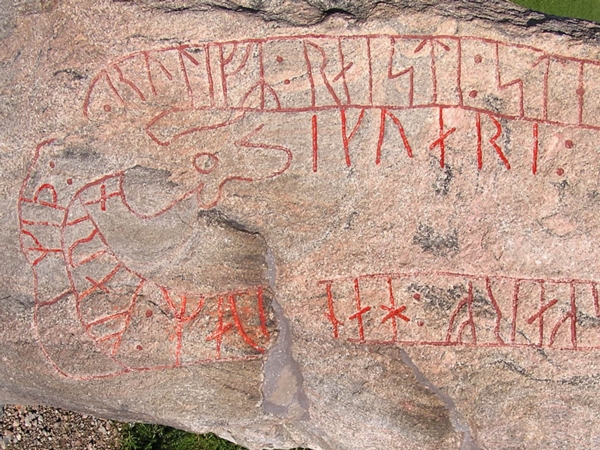
Schriftzug Ingvar – mittig

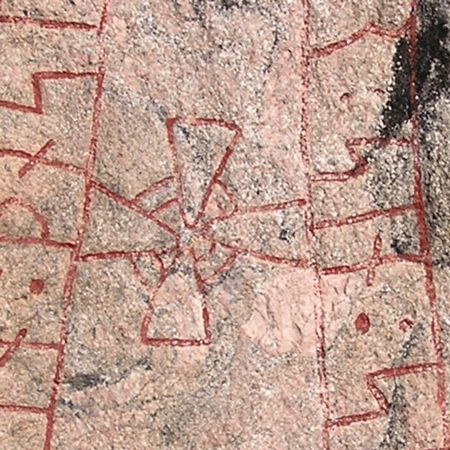
Ringkreuz

Der Runenstein von Balsta (Samnordisk runtextdatabas Sö 107) steht an der Balsta trädgårdsallé in Eskilstuna, etwa 150 m nordöstlich des ursprünglichen Standortes an der Gredby gata, nahe der Gredby bro. Er wurde 2004 wegen Bauarbeiten zum Runenstein Sö 109 versetzt, genau wie der ursprünglich direkt gegenüber stehende Stein Sö 108.

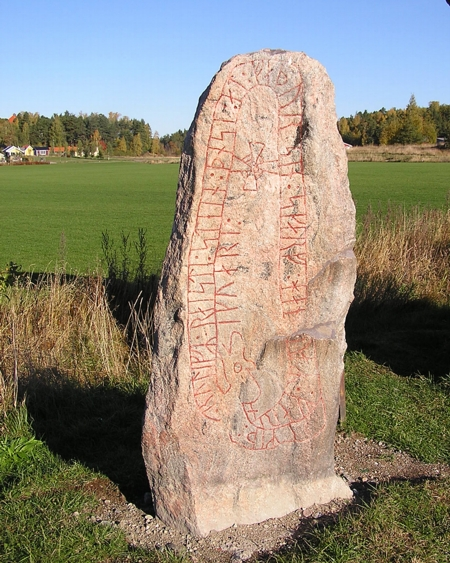
Runenstein von Balsta

Der Runenstein Sö 107 ist ein heller Granitstein. Er ist 1,7 m hoch und am Boden 70 cm breit. Der unbekannte Runenmeister verwendete gestochene, schwedische Runen des 11. Jahrhunderts. Die Worte sind durch Doppelpunkte getrennt. Das Schlangenband beginnt links unten mit einem unbeholfenen, rundäugigen Schlangenkopf und hat kein akkurates Ende. Die Schlange wird gegen Ende willkürlich verdoppelt und der Text wird mit losen Runen fortgesetzt. 
Der Text, der am Kopf der Schlange beginnt und im Uhrzeigersinn verläuft, lautet: „HrōðlæifR errichtete diesen Stein nach seinem Vater Skarf. Er war mit Ingvarr gefahren.“ Skarf ist ein Name, der nicht häufig auf Runensteinen anzutreffen ist. Er bezieht sich wahrscheinlich auf den Kormoran, auch Scharbe genannt. 
Dies ist einer der 26 Ingvarsteine. Man sieht deutlich den Schriftzug Ikuari (für Ingvar). Wie bei anderen Ingvarsteinen sieht man auch hier dieselbe Konstruktion der Inschrift, bei der „Ingvar“ ein wenig für sich steht und stets eine zentrale Position auf dem Stein hat. Ingvar Vittfarne (deutsch „Ingvar der Weitgereiste“, auch Ingvar Emundsson) unternahm eine Kriegsfahrt (schwedisch útrór) nach Serkland am Kaspischen Meer, bei der er und viele seiner Leute starben. Nach sechs Jahren kehrte 1042 n. Chr. nur eines von dreißig Schiffen an den Mälaren zurück. 
Johan Peringskiöld (1654–1720) erwähnte bereits die Steine an der Gredby gata, die er „Herculles stoder“ nannte. Er beschreibt noch einen anderen Stein, Sö 110, der verschwunden ist und „in der Grönsta gärde“ gestanden haben soll. Es soll einer der Griechenland-Runensteine (schwedisch Greklandsstenarna) gewesen sein, die jemand erwähnten, der nach Griechenland gereist ist.